# 苏州工业园区星海学校
31°18′31″N 120°40′9″E / 31.30861°N 120.66917°E
苏州工业园区星海学校始办于2000年9月，位于苏州城区东侧，苏州工业园区境内。是苏州工业园区管委会直属的第一所按照现代化标准建设的九年一贯制公立学校，学校下辖苏州工业园区星海小学和苏州工业园区星海实验中学（初中）。